# Anderson Heights
Anderson Heights är en kulle i Antarktis. Den ligger i Västantarktis. Nya Zeeland gör anspråk på området. Toppen på Anderson Heights är 2 400 meter över havet.
Terrängen runt Anderson Heights är kuperad norrut, men söderut är den bergig. Trakten är obefolkad. Det finns inga samhällen i närheten.